# DEG Rhein Rollers
Die DEG Rhein Rollers sind ein Inlinehockey-Verein aus Düsseldorf, der in der IHD-Bundesliga spielt. Zuvor nahm er außerdem am Spielbetrieb der Deutschen Inline-Hockey-Liga (DIHL) sowie der Internationalen Liga des Königlich-Belgischen Eishockeyverbandes (RBIHF) teil. Der Verein wurde insgesamt siebenmal Deutscher Meister. Seine Wurzeln reichen in die Jahre 1996/97 zurück.

## Mannschaften
Der Kader der Seniorenmannschaft setzt sich auch aus Eishockeyspielern der Oberliga und der Regionalliga NRW zusammen. So finden sich dort auch Spieler, die während der Eishockeysaison für Ratingen, Duisburger Füchse, den Neusser EV, die Herner EG oder den Nachwuchs der DEG in der DNL spielen. Bekannte Spieler sind Jan Taube, Thomas Müller, Christian Müller, Marc Steinhaus, Dennis Kohl, Max Bleyer, Lukas Pfeil. Ein Teil der Spieler ist oder war für die Inlinehockey-Nationalmannschaft des DRIV tätig und stellt die meisten Spieler der Landesauswahl NRW (RIV).
Zudem leisten die DEG Rhein Rollers seit 1998 auch Jugendarbeit. Viele Jugendspieler spezialisieren sich oftmals nur auf Inlinehockey und sind sonst nicht als Eishockeyspieler tätig.

## Vorstand und Trainerstab
Das dreiköpfige Präsidium des Vereins wird angeführt von Präsident Dirk Schulz. Vizepräsidentin ist Christa Sültenfuß. Ihr Ehemann Dirk-Peter Sültenfuß ist Vorsitzender des Verwaltungsrates. Trainer der ersten Mannschaft war lange Zeit Christian Müller, der früher selbst erfolgreich als Spieler aktiv war. Von 2011 bis 2016 war Christian Müller auch der Bundestrainer der IHD. Lukas Pfeil führte als Kapitän 2019 die Rheinrollers zum Finalsieg im IHD-Pokal. 5:0 über Kaufungen. Einige Wochen später erkämpften sich die DEG Rheinrollers wieder durch eine starke Mannschaftsleistung die deutsche Meisterschaft / IHD in Mannheim. Die Vizemeisterschaft holte sich Frankfurt.
Auch die Bundesligatrainer Armin Lehmann und Jessi Panek prägten in den früheren Jahren den Spielbetrieb des Bundesligisten. Langjährige Trainerin der U23, der U13 und der Laufschule war Corinna Elspass. Sie war ebenfalls Damen-Nationaltrainerin der IHD und früher selber sehr erfolgreich im Dameneishockey. Sie war eine der wenigen Eishockeyspielerinnen, die es zu den Herren in die Oberliga geschafft hat. Eine weitere Funktion hatte sie als Damenbeauftragte des RIV sowie Landesauswahl-Trainerin RIV NRW (M/W). Sie ist als Trainerin im Eishockey aktiv. Die U16 wurde 2015 komplett neu aufgezogen.
Die DEG Rhein Rollers starteten 2018 eine Ausbildungsoffensive im Trainerbereich.
In der Coronazeit 2020/2021 war der Spiel- und Trainingsbetrieb stark eingeschränkt und musste zeitweise eingestellt werden, da die Sportausübung meist im Hallenbereich stattfindet und keine Hallenfreigabe durch die kommunale Aufsichtsbehörde vorlag. Ende 2021 erfolgte der Neustart in allen Bereichen von der Laufschule und Jugendabteilung bis in den Seniorenbereich. Das Training wurde wieder umfänglich angefahren und Testspiele durchgeführt.
2022 nahm der Seniorenbereich wieder an den Spielen zur deutschen Meisterschaft der Inline Hockey Deutschland (IHD) / Deutschen Rollsport- und Inline-Verbandes (DRIV) teil. Die Spielertrainer Max Bleyer und Christian Mader führten die Mannschaft bis in die Halbfinalrunde. Diese belegte bei der deutschen offiziellen Inlinehockeymeisterschaft in Assenheim des IHD/DRIV den 3. Platz und holte so Bronze.
Unter der Leitung von Coach Uli Geitner ging im Jahr 2023 erstmals ein Rhein Rollers-Team in der Semi-Mixed-Division an den Start.
Der Inlinehockey-Standort Düsseldorf ist seit Jahren als DRIV-Stützpunkt anerkannt und es werden regelmäßig Kadermaßnahmen der Nationalmannschaften sowie der NRW-Auswahlmannschaft durchgeführt. Auch Trainer-, Schiedsrichter- sowie Zeitnehmerausbildungen finden statt.

## Geschichte

### Anfänge
Im Jahre 1996 wurde erstmals eine Inlinehockey-Liga durch den Deutschen Eishockey-Bund organisiert, da man dieser neuen Sportart eine eigene Plattform geben wollte. Die Rhein Rollers waren sofort interessiert und so setzte man eine Truppe aus ehemaligen Nachwuchsspielern der DEG zusammen, die auch prompt die Meisterschaft gewinnen und im Folgejahr 1997 verteidigen konnte. 1996 gingen die Rhein Rollers noch als Unterabteilung des Eishockeyvereins DEG an den Start, im Frühjahr 1997 gliederte man sich jedoch aus und gründete den DEG Rhein Rollers e.V. Auch in den folgenden Jahren nahmen die DEG Rhein Rollers relativ erfolgreich am Spielbetrieb der Deutschen Inlinehockey-Liga (DIHL) teilnehmen. Zwar schieden sie 1999 bereits im Viertelfinale der Playoffs aus, doch konnten sie 2001 erneut den Titel erringen und gewannen 2002 und 2003 die Vizemeisterschaft.
In der Saison 2004 erfolgte der Wechsel zur Deutschen Inline Hockey-Liga (DIHL), denn seit 2003 werden dort unter dem Dach des Deutschen Rollsport- und Inline-Verbandes (DRIV) die offiziellen deutschen Meisterschaften ausgetragen. Inlinehockey ist dort aufgrund der internationalen Entwicklung eine vom Bundesausschuss Leistungssport des Deutschen Olympischen Sportbundes (DOSB) eine anerkannte und förderungswürdige Leistungssportart. Der Spielbetrieb der DIHL wird nun vielmehr durch den Deutschen Eishockey-Bund organisiert, es fanden sich bei den dortigen Teams (auch beim damaligen zweiten Düsseldorfer Team, den DIHV Gladiators) vor allem Eishockeyprofis aus der höchsten deutschen Spielklasse, der DEL. Der Start für die Rhein Rollers in der Saison 2004/05 war sehr durchwachsen und man landete nur auf dem 8. Platz in der Bundesliga Nord. Die DEG Rhein Rollers spielten und spielen in der DIHL, IHD und der Royal Belgian Ice Hockey Federation (RBIHF).

### Seit 2005
In den darauffolgenden beiden Jahren konnten sich die DEG Rhein Rollers in der neuen Liga etablieren und erreichten in der Bundesliga Nord nach einem 6. Platz im Jahr 2005 den 2. Platz in der letzten Saison 2006. Mit dem 2. Platz in der Bundesliga Nord qualifizierten sich die DEG Rhein Rollers unter der Führung des neuen Trainers Armin Lehmann für die Play-offs. Dort schieden die DEG Rhein Rollers im Halbfinale gegen die Königsbrunn Känguruhs aus. In der Spielzeit 2007 konnten sie erneut den zweiten Platz der IHD-Bundesliga nach einem 6:3-Erfolg gegen die Assenheim Patriots am letzten Spieltag erreichen und die Rhein Rollers standen erneut im Halbfinale um die deutsche Meisterschaft. Im Endspiel gegen die Kaufungen Sharks war man dann sowohl im Heimspiel mit 3:13 als auch im entscheidenden Match in Kaufungen mit 5:21 unterlegen. Im Hinspiel waren für die Rhein Rollers Heiko Büssinger (2) sowie Jan Philip Priebsch als Torschützen erfolgreich. Die fünf Treffer in Kassel, da das zweite Finalspiel in der Eissporthalle der Kassel Huskies ausgespielt wurde, erzielten erneut Priebsch (3), Büssinger sowie Bernd Hausmann. Seit 2014 spielt die Seniorenmannschaft in der RBIHF. In der ersten Saison war man der Underdog, erarbeitete sich jedoch schnell den Respekt der anderen Mannschaften.
Das letzte Saison-Spiel entschied, wer Meister wurde und wer sich mit dem zweiten Platz zufriedengeben musste. Das Spiel gegen Charleroi war sehr ausgeglichen, es stand kurz vor Schluss 5:5, dann kam eine umstrittene Entscheidung des Schiedsrichters. Die Uhr stand bei 00:02 Sekunden. Ein Spieler aus Charleroi schoss auf das Tor der Rhein Rollers, bewacht durch den Torhüter Felix Siry. Zeitgleich mit der Beendigung des Spiels (Zeituhr 00:00) schlug der Puck in das Tor der DEG Rhein Rollers ein. Der Schiedsrichter gab das Tor für Charleroi und somit wurden diese Internationaler Meister des RBIHF. Im Jahr 2015 wurde man Dritter.

### Saison 2008
In der Saison 2008 nehmen die Rhein Rollers sowohl am Spielbetrieb der IHD-Bundesliga als auch an der DIHL, Division Nord Gruppe A teil. In der Spielzeit 2008 organisieren DRIV und der Deutsche Eishockey-Bund gemeinsam die deutsche Meisterschaft. Die IHD-Bundesliga wird zusätzlich ausgespielt, um den Teilnehmer am vom internationalen Verband FIRS veranstalteten Europapokal zu ermitteln. Der Erstplatzierte nach der Punkterunde darf sich Meister der IHD nennen und ist zugleich Teilnehmer am Europapokal, er ist aber nicht der Deutsche Meister. Dieser wird in den ab 7. Juni 2008 veranstalteten Playoff-Spielen der DIHL ermittelt. Durch ihre Erstplatzierung in der Division Nord, Gruppe A der DIHL, haben die Rhein Rollers im Viertelfinal-Turnier Heimrecht. Dieses Turnier wird mit dem Gastgeber sowie den Kaufungen Sharks, Ratinger Ice Aliens und den Celle Oilers in der zweiten Halle am Eisstadion an der Brehmstraße in Düsseldorf ausgetragen.

### Saison 2011
Erfolgreich verlief die Spielzeit des Jahres 2011. Erst im Finale musste sich die junge Mannschaft um Trainer Christian Müller dem alten und neuen Meister Kaufungen Sharks geschlagen geben. Zuvor hatte man in drei packenden Spielen die Sky Rollers aus Kassel aus den Play-offs geworfen. Belohnt wurden die Rhein Rollers mit der Teilnahme am internationalen Wettbewerb. Beim European Confederation Cup Ende Oktober qualifizierten sich die Rhein Rollers für die Finalrunde im November und gehörten damit zu den 15 besten Vereinsmannschaften in Europa.

### Saison 2012
Die beste Saison der jüngeren Vergangenheit Jahre war für die DEG Rhein Rollers 2012. Bei dem fünften Meistertitel der Vereinsgeschichte haben die DEG Rhein Rollers zudem ihre erfolgreichste Saison überhaupt gespielt. Nach dem U20-Pokalsieg, der U20-Meisterschaft, der Oberliga-Meisterschaft der 1b und dem Pokalsieg der Herren ist der Sieg in der IHD Liga der fünfte von fünf großen Titeln, die es in diesem Jahr zu vergeben gab. Die Rhein Rollers konnten auch gegen die besten Mannschaften aus Europa mithalten und im European Confederation Cup 2012 den dritten Platz erreichen. Da die 2. Senioren der DEG Rhein Rollers auch Oberligameister wurden, nahm diese Mannschaft auch am Bundesliga-Spielbetrieb teil. Die zweite Mannschaft diente auch der Heranführung von talentierten Nachwuchsspielern an die Bundesliga.

### Saison 2013: Vier Meistertitel in einer Saison
Eines der besten Jahre in der Vereinsgeschichte der DEG Rhein Rollers war die Saison 2013. Die Seniorenmannschaft holte die deutsche Meisterschaft auf heimischen Boden. Unter der Regie des Trainers Christian Müller und tatkräftiger Unterstützung des Captains Alexander Brinkmann errangen die DEG Rhein Rollers mit insgesamt 10 Feldspielern und zwei Torhütern die Meisterschale. Der Top-Scorer der Liga wurde Thomas Müller von den DEG Rhein Rollers.
Die U16 wurde mit Abstand Erster und ebenfalls Deutscher Meister. Die U20 schlug im Finale um die U20-Meisterschaft Mannheim mit 7:5 ebenfalls Zuhause und konnten auch den deutschen Pokalmeistertitel verteidigen. Somit erzielten die Rhein Rollers in einer Saison vier Meistertitel.

### Saison 2014: Vize-Meister RBIHF
Die Seniorenmannschaft konnte bei der ersten Teilnahme am RBIHF Verband den zweiten Platz erkämpfen. Die RBIHF wird auch gerne drei Nationen Liga genannt bestehend aus Belgien, den Niederlanden und Deutschland. Die U20 musste sich ebenfalls im Finale der deutschen Meisterschaft sowie im Pokalfinale gegen den ISC Mannheim geschlagen geben.

### 2015: Ü38-WM
Die Entscheidung, wer Gastgeber der diesjährigen Weltmeisterschaft für Hockey Spieler über 38 Jahren wird, fiel auf Deutschland. Die IHD vergab die Durchführung der WM an den Standort Düsseldorf mit dem dort beheimateten Verein DEG Rhein Rollers. Bereits in der Vergangenheit organisierten die DEG Rhein Rollers Weltmeisterschaften sowie Europäische Wettbewerbe in verschiedenen Altersklassen.
Die Rhein Rollers freuten sich über die Vergabe nach Düsseldorf und übernahmen den organisationstechnischen Ablauf der WM unter dem Dach der IHD. Die Organisation der Weltmeisterschaft erhielt von den Repräsentanten der FIRS/Comite International de Roller InLine Hockey, Paris, ein großes Kompliment für den guten und reibungslosen Ablauf sowie der Bereitstellung von zwei benachbarten Inlinesportflächen. Ein besonderer Dank der FIRS sowie der teilnehmenden Nationen ging auch an die ehrenamtlichen Helfer der WM. Diese stammten hauptsächlich aus den eigenen Reihen der DEG Rhein Rollers. Am Ende konnte sich im Finale Tschechien gegen Italien durchsetzen und gewann somit verdient die Weltmeisterschaft. Ein besonderes Highlight für die Schülermannschaft war die Schlussfeier der WM, da sie mit den verschiedenen Nationalmannschaften einliefen. Ein besonderer Dank ging auch von der FIRS sowie IHD an die Sportstadt Düsseldorf für deren tatkräftige Unterstützung.

### 2018/2019
- Train the trainer / RIV
- Instructentraining der Übungsleiter Im DRIV – Stützpunkt Düsseldorf
- NRW-Meisterschaft: DEG Rheinrollers eV
- Deutscher Pokalmeister IHD: DEG Rheinrollers eV
- Deutscher Meister IHD: DEGRheinrollers eV[1]

## Sportliche Erfolge
- Deutscher Meister 1996, 1997, 1998, 2001 (DIHL), 2010 (U16), 2012 (U20), 2012, 2013 (U16), 2013 (U20), 2013, 2019
- Vizemeister 2000, 2002, 2003 (DIHL), 2011, 2014 (U20)
- Dritter Platz / Bronze DRIV / IHD 2022, 2024

- RBIHF 2014 (Vizemeister), 2015 Dritter Platz / Bronze
- IHD Damenpokalmeister 2014
- Meister Oberliga Mitte (Hessen/NRW) 2012 (Senioren & U20)
- Playoff-Halbfinal-Teilnehmer 2006, 2007 (IHD-Bundesliga)
- Deutscher Schülermeister 2001
- NRW Inline-Hockey Meister 1996, 2018/19
- Länderpokalsieger 2010 (U16)
- Inline-Hockey Deutschland (IHD) Pokalsieger 2012 und 2019, Pokalsieger 2013 (U20)
- Europapokalteilnehmer 2011, 2012